# Xenondifluorid
Xenon(di)fluorid (XeF2) ist eine farblose, kristalline Edelgasverbindung. Sie wurde 1962 als dritte Verbindung eines Edelgases nach Xenonhexafluoroplatinat (XePtF6) und Xenontetrafluorid (XeF4) erstmals durch Rudolf Hoppe synthetisiert. Unter speziellen Bedingungen reagiert Xenon mit Fluor zu dieser Substanz.

## Darstellung
XeF2 lässt sich mithilfe von Katalysatoren wie Fluorwasserstoff oder Nickel(II)-fluorid unter UV-Bestrahlung aus den Elementen darstellen:
{\displaystyle \mathrm {Xe\ +\ F_{2}\ {\xrightarrow[{UV-Licht}]{Kat.}}\ XeF_{2}} }
Die Reaktion verläuft mit einer molaren Reaktionsenthalpie von −164 kJ·mol−1 exotherm. Sie findet bei 400 °C und 2 bar statt.
Die Verbindung lässt sich auch durch die Reaktion von Xenon mit Iodheptafluorid oder durch die Umsetzung von Xenon mit Tetrafluormethan herstellen.
Durch Sublimation lassen sich Kristalle in der Größenordnung von einigen Millimetern gewinnen.

## Eigenschaften

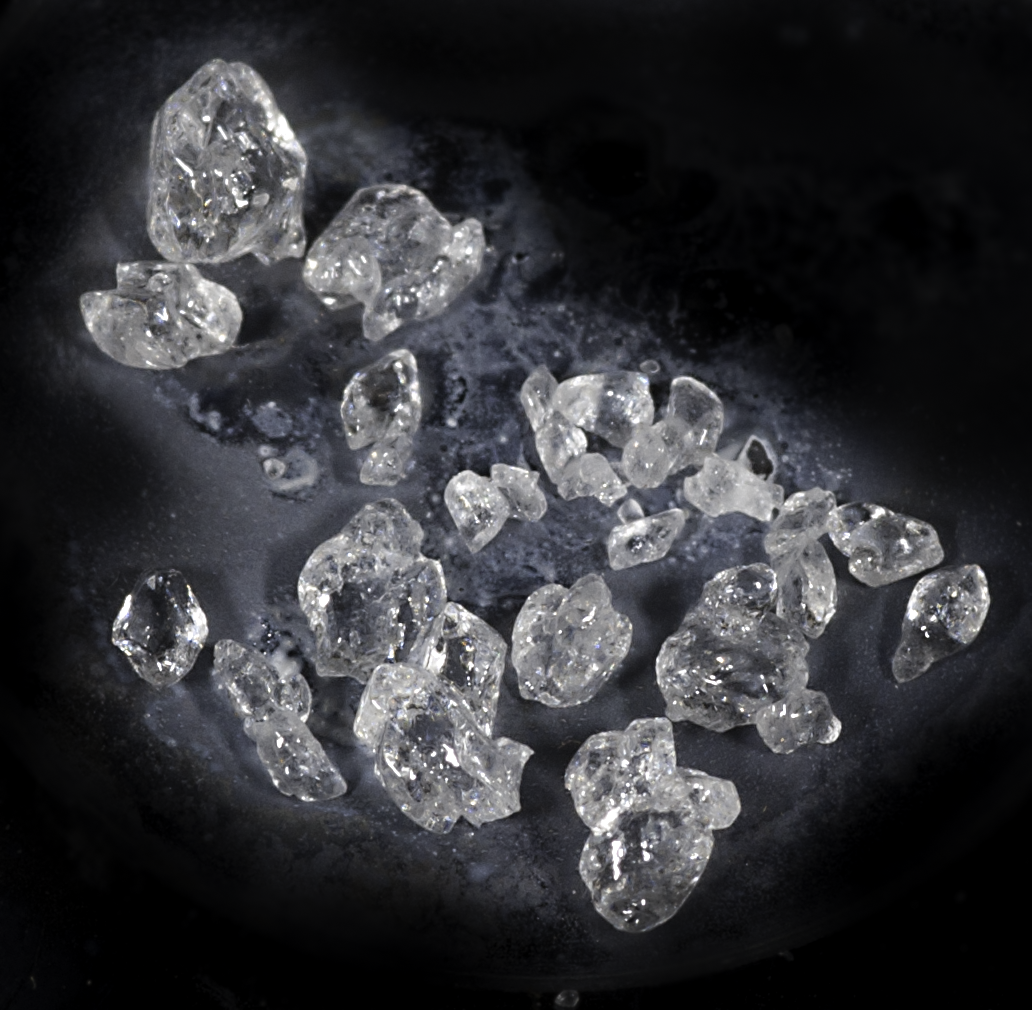
XeF_{2}-Kristalle

### Physikalische Eigenschaften
Bei Normaldruck und einer Temperatur von 114,35 °C geht es durch Sublimation direkt vom festen in den gasförmigen Zustand über. Der Tripelpunkt, an dem die drei Phasen fest, flüssig und gasförmig im Gleichgewicht stehen, liegt bei einer Temperatur von 129,03 °C und einem Druck von 1,883 bar. Die Sublimationsdruckfunktion ergibt sich entsprechend {\displaystyle \log _{10}(P)=-A/T-B\cdot \log _{10}(T)+C} ({\displaystyle P} in Torr, {\displaystyle T} in K) mit {\displaystyle A=3057{,}67}, {\displaystyle B=1{,}23521} und {\displaystyle C=13{,}9697} im Temperaturbereich von 273 bis 388 K. Hier ergibt sich mittels einer Auswertung nach Clausius-Clapeyron eine Sublimationsenthalpie von 55,2 kJ·mol−1. Die kritische Temperatur beträgt 358 °C, der kritische Druck 93,2 bar, die kritische Dichte 1,14 g·cm−3 und das kritische Volumen 149 cm3·mol−1. Kristalle von Xenondifluorid haben eine tetragonale Symmetrie in der Raumgruppe I4/mmm (Raumgruppen-Nr. 139). Das Kristallgitter enthält isolierte XeF2-Moleküle; der Xenon-Fluor-Abstand beträgt 198 pm. Bei erhöhten Drücken wurden weitere polymorphe Kristallstrukturen beobachtet. Bei einem Druck von 28 GPa erfolgte eine Umwandlung in ein orthorhombisches Gitter mit der Raumgruppe Immm (Nr. 71), bei 59 GPa ein entsprechendes Gitter mit der Pnma (Nr. 62).

### Chemische Eigenschaften
Beim raschen Erhitzen an der Luft zerfällt Xenondifluorid zu Xenon und Fluor. Trotz der negativen Bildungsenthalpie (ΔfH0 = −163 kJ·mol−1) verläuft diese Reaktion explosionsartig, da eine große Volumenzunahme stattfindet. Mit leicht brennbaren Stoffen, wie Aceton, Dimethylsulfid, Aluminiumpulver, Magnesiumpulver sowie auch mit Fetten oder Papier kann die Verbindung explosionsartig reagieren.  Mit Wasserstoff setzt sich die Verbindung bei Temperaturen zwischen 300 °C und 400 °C zu Xenon und Fluorwasserstoff um.
{\displaystyle {\ce {XeF2 + H2 -> Xe + 2HF}}}
Gegenüber starken Lewis-Säuren verhält sich Xenondifluorid in einer Fluoridtransferreaktion als Fluoriddonor. Mit den Pentafluoriden des Arsens, Antimons, Bismuts, Rutheniums, Iridiums und Platins werden je nach Mischungsverhältnis verschiedene ionische Verbindungen gebildet.
{\displaystyle {\ce {2XeF2 + MF5 -> [Xe2F3][MF6]}}}
{\displaystyle {\ce {XeF2 + MF5 -> [XeF][MF6]}}}
{\displaystyle {\ce {XeF2 + 2MF5 -> [XeF][M2F11]}}} mit M = As, Sb, Bi, Ru, Ir, Pt
Die Verbindung löst sich undissoziiert in Wasser und verfügt hierin über eine Halbwertszeit von 7 Stunden bei 0 °C.

### Molekülgeometrie
Gemäß dem VSEPR-Modell besitzt das Xenondifluorid-Molekül eine lineare Struktur mit einem Bindungswinkel (F–Xe–F) von etwa 180°. Im gasförmigen Zustand beträgt die Bindungslänge 197,7 pm.
Xenondifluorid besitzt als Molekülsymmetrie die Punktgruppe D∞h.

## Verwendung
Xenon(II)-fluorid wird als starkes Oxidations- und Fluorierungsmittel in der organischen Synthese verwendet. So können über eine Fluordecarboxylierungsreaktion aus aliphatischen Carbonsäuren entsprechende Fluoralkane erhalten werden.
Über eine elektrophile Fluorierung kann eine aromatische C–H-Bindung direkt durch Fluor substituiert werden. Die dirigierende Wirkung der Substitution wird entsprechend den Regeln der elektrophile aromatische Substitution bestimmt. So wird beispielsweise Anisol bevorzugt in der ortho- und para-Stellung fluoriert, Nitrobenzol in der meta-Stellung. Methylphenylsulfid ergibt in der Umsetzung mit Xenondifluorid ein difluoriertes Produkt.
Mittels Xenondifluorid kann Fluor an Alkene addiert werden. Mit Ethen resultiert ein Produktgemisch aus 45 % 1,2-Difluorethan, 35 % 1,1-Difluorethan und 1,1,2-Trifluorethan. Mit Butadien verläuft die Umsetzung selektiver. Hier resultiert zu 87 % das 1,2-Additionsprodukt. Die Umsetzung mit 2,3-Dimethylbutadien ergibt ausschließlich das 1,2-Difluor-2,3-dimethyl-3-buten.
Die Reaktion mit aromatischen Ketonen und Aldehyden in Gegenwart von katalytischen Mengen von Fluorwasserstoff oder Siliziumtetrafluorid führt zu einer Umlagerung zu difluorsubstituierten Ethern. In Gegenwart von Bortrifluorid wird diese Umlagerung nicht realisiert, wobei dann eine Fluorierung am Aromaten erfolgt.
Mit Trifluoressigsäure werden die instabilen Ester (CF3COO)2Xe und (CF3COO)XeF gebildet, deren Zersetzung primär zu Trifluormethylradikalen und dann zum Hexafluorethan führt. In Gegenwart von Aromaten oder Heteroaromaten können diese trifluormethyliert werden.
Eine Mischung aus Magnesium und Xenon(II)-fluorid ist als hochenergetisches Material interessant und verbrennt mit einer 2575 K heißen Flamme.

## Weitere Edelgasverbindungen
Zuweilen konnten noch weitere Xenonverbindungen (v. a. Chloride, Oxide), aber auch die Kryptonverbindung Kryptondifluorid (KrF2) hergestellt werden. Außerdem vermutet man, dass, parallel zu Xenon, auch Radon verschiedene -oxide und -halogenide bilden kann. Die meisten Edelgasverbindungen sind im Vergleich zu XeF2 wesentlich instabiler und häufig hochexplosiv. Die Reaktivität der Edelgase und die Stabilität ihrer Verbindungen nimmt mit steigendem Atomgewicht zu. Radondifluorid ist aber aufgrund der Radioaktivität des Radons instabiler als XeF2 und wurde bisher noch nicht richtig nachgewiesen.